# Олександр Карагеоргієвич
Олександр Карагеоргієвич (серб. Александар Карађорђевић, 29 вересня 1806 — 22 квітня 1885) — сербський князь в 1842—1858 роках. Син Карагеоргія — керівника сербського повстання 1804—1814 років.
Був зведений на престол уставобранителями — реакційним політичним угрупуванням яке організувало в 1842 році повстання проти князя Михайла Обреновича. Уставобранителі встановили олігархічний режим, Олександр Карагеоргієвич під їх впливом проводив реакційну політику, не скликав скупщину, посилилося сваволя чиновників. Усе це викликало загальне народне невдоволення. Спираючись на підтримку Австрії пробував зміцнити свою владу, але був позбавлений престолу рішенням Свято-Андріївської скупщини в 1858 році.

## Ранні роки
Був наймолодшим сином Карагеоргія. Навчався у Хотині під патронажем російського царя. Служив у російській армії.
Князь Мілош Обренович, бажаючи примиритися з потомством Карагеоргія, наприкінці свого першого князювання запросив Олександра до Сербії, де він в 1840 році став ад'ютантом князя Михайла III, сина Мілоша. Після повалення Михайла III Обреновича (1842), в якому Олександр активної участі не брав, скупщина обрала його князем.
 У 1830 році, він одружився з Персидою, донькою князя Войводи Єреми Ненадовича. В них було десятеро дітей.
Після того, як султан визнав титул князя Михайла Обреновича в 1939 році, родина Карагеоргієвичів повертається до Сербії (це був певний знак примирення для обох сторін).

Монограма

Після того, як Олександр повернувся до Сербії, він приєднався до штаб-квартири Сербської армії, і був підвищений у званні до лейтенанта і призначений ад'ютантом до князя Михайла.

## Роки правління
Після внутрішньополітичних конфліктів у Сербії, викликаних так званою «Турецькою конституцією», зречення Мілоша і Михайла Обреновича, Національна Асамблея в місті Врачар обрала Олександра Карагеоргієвича князем Сербії у вересні 1842 року. Через те, що його титул визнали і Росія і Туреччина, князь Олександр почав ряд реформ і заснував ряд нових інститутів для того, щоб покращити становище сербської держави. Він реалізував цивільні права, запровадив регулярну армію, покращив тодішні школи і заснував нові, заснував Національну бібліотеку та Національний музей Сербії.
Період князювання Олександра був періодом кодифікації законів і створення нових державних установ;
- був виданий цивільний законник (1844);
- реформовано судочинство;
- вперше створений касаційний суд;
- регулярне військо;
- гарматна майстерня;
- заснована широка мережа шкіл;
- національні бібліотеки і національні музеї;

Зразком, здебільшого, служила сусідня Австрія, і всі реформи носили бюрократичний характер.
Під час революції в 1848 році, князь Олександр Карагеоргієвич відправив сербських добровольців під командуванням Стеван Кніджаніна до австрійської провінції Воєводина, щоб допомогти боротьбі сербів за власну автономію.
В 1853 році Порта видала князю грамоту з підтвердженням його прав і привілеїв в Сербії, а Паризький конгрест (1856) нагородив князя статтею за нейтралітет у Кримській війні. Головна її суть була у гарантуванні прав і привілеїв Сербії у складі Порти, забезпечувалась свобода віросповідання, законодавства, торгівлі та судноплавства.

## Зречення
Олександр Карагеоргієвич був мало популярний; агітація Обреновичів проти нього мала успіх і викликала кілька повстань, які придушувалися з великою жорстокістю.
Часті конфлікти князя з членами Ради, в яких Порта виступала в ролі арбітра, приводили до падіння авторитету режиму уставобронителів. Вони стали об'єктом критики вже дорослих випускників європейських університетів, які виступали за проведення реформ в ліберально-демократичному дусі. Невдоволення князем підігрівалося прихильниками Обреновичів, які разом з молодими лібералами домоглися скликання в кінці 1858 Народної скупщини. Вона ж, згідно Турецького уставу, не тільки мала дорадчі функції, а й мала право обрання князя. Члени Ради не надто енергійно підтримали Олександра Карагеоргієвича, від якого вимагали зречення. В результаті він змушений був шукати притулку у фортеці у турецького паші. Князем проголосили 75-річного Мілоша Обреновича.
Олександр виїхав до Австрії . У 1868 році він був звинувачений в участі у вбивстві князя Михайла III Обреновича і засуджений сербським судом заочно до 20 років ув'язнення, угорським судом — до 8 років в'язниці, які і відбув . Скупщина визнала все його потомство позбавленим прав на сербський престол. Після того, як відбув покарання, переїхав до Тимішуари (Румунія).
Князь Олександр помер в Тімішоарі 3 травня 1885. Він був похований у Відні, його залишки були перенесені в 1912 році до церкви Святого Георгія, яка була побудована його сином Петром I Карагеоргієвичем в Сербії.

## Сім'я
У 1830 році Олександр одружився з Персідою Ненадович (15 лютого 1813 — 29 березня 1873), дочкою воєводи Єврема Ненадовича (1793—1867) і Йованки Милованович (1792—1880). У них було десятеро дітей:
- Олексія (1 лютого 1833 — 5 грудня 1914).Вийшла заміж впершу 1849 за Костянтина Ніколаєвіч, сербського міністра внутрішніх справ, вдреге за доктора Олександра Прешерна(1830 — грудень 1914).

- Клеопатра (26 листопада 1835 — 13 липень 1855), одружилися в Мілані, в 1855 з Авраамом Петронєвіч, послом Сербії в Росії
- Олексій (23 березня 1836 — 21 квітня 1841)
- Святозар (1841 — 17 березня 1847)
- Петро (29 червня 1844 — 16 серпня 1921) правив Сербією з 1903 до 1918 року, а потім як Король Королівства сербів, хорватів і словенців до своєї смерті; одружився з принцесою Чорногорії Зорькою.
- Єлена (18 жовтня 1846 — 26 липня 1867); одружилася з Джордже Сіміч (28 лютого 1843 — 11 жовтня 1921), прем'єр-міністром Сербії.
- Андрій (15 вересня 1848 — 12 липня 1864)
- Єлизавета (народилася і померла в 1850 році)
- Джордж (11 жовтня 1856 — 5 січня 1889)
- Арсен (16 квітня 1859—1938), одружився в 1892 році з російською дворянкою Авророю Демідовою. Вони були батьками князя Югославії Павла .